# 피고
피고(被告)는 소를 제기당한 사람으로, 원고에 반대되는 소송상 당사자이다. 대한민국법상 민사재판에서 피고라고 하며 형사사건에서는 피고인이라고 한다. 피신청인과 유사하다.

## 같이 보기
- 원고
- 무죄 추정의 원칙
- 민사소송